# إم تي في بيس
إم تي في بيْس (بالإنجليزية: MTV Base)‏ هي قناة بريطانية مدفوعة مخصصة لموسيقى الهيب هوب/أوربن من شبكات فاياكوم سي بي إس المملكة المتحدة وأستراليا. تركز القناة على بث موسيقى الهيب هوب، أر آند بي، غرايم، غراج، ريغي، الفانك والسول. تم إطلاقها في 30 يوليو 1999.

## تاريخ
تم إطلاق العلامة التجارية إم تي في بيْس لأول مرة في المملكة المتحدة وأيرلندا في 1 يوليو 1999، ثم تم إطلاقها لاحقًا في مناطق أوروبية أخرى مثل هولندا وألمانيا . كانت القناة متاحة سابقًا في هولندا وألمانيا وروسيا وفرنسا ودول أوروبية أخرى ولكن تم استبدالها بإم تي في دانس في بعض المناطق اعتبارًا من مارس 2008.
بدأت قناة إم تي في بيْس البث في شاشة عريضة في 28 مارس 2012.
تم التخطيط لإطلاق نسخة أوروبية في عام 2015.

### التوسع في أفريقيا
تم إطلاق إم تي في بيْس أفريقيا في فبراير 2005 في جميع أنحاء القارة الأفريقية.
في 3 يوليو 2013، أطلقت شركة شبكات فاياكوم الإعلامية العالمية أفريقيا نسخة محلية لإم تي في بيْس حصريًا لجنوب أفريقيا وأفريقيا جنوب الصحراء، مع عرض برامج محلية وإعلانات محلية و مقدمين محليين.

### التوسع في فرنسا
تم إطلاق إم تي في بيْس في فرنسا في 21 ديسمبر 2007.
تم استبدال القناة بنسخ فرنسية من إم تي في هيتس وبي إي تي في 17 نوفمبر 2015.

## برامج
- توب 2000 إم تي في هوت ليست
- أرتيست تو أون
- إم تي في أسكس
- ويكس إم تي في توب 100
- بيْس ذا فيديو
- ذا أوفيشال يو كاي أوربان تشارت
- سوبر بيْس بيتس
- بريكينغ بيْس
- هايب رايت ناو
- بيغ هيتس آند فيوتشر هيتس!
- (أرتيست): أون ريبيت
- ذيس ويكس موست بلايد توب 40
- 90s مكس إن ماي فيلينغس

## شعارات

الشعار المستخدم من 2007 حتى 2010
الشعار المستخدم من 2010 حتى 2011
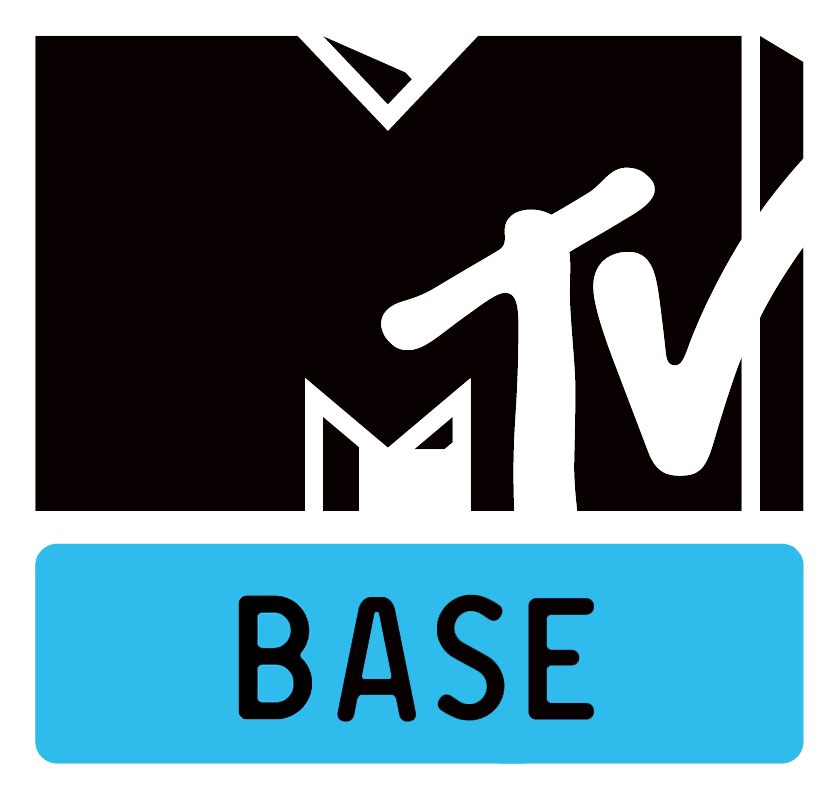
الشعار المستخدم من 2011 حتى 2013
الشعار المتخدم من 2013 حتى 2017
شعار القناة منذ 2017 حتى سبتمبر 2021
شعار القناة الحالي منذ 14 سبتمبر 2021

## روابط خارجية
- الموقع الرسمي
- دليل التلفاز